# Musée archéologique de Sbeïtla
Le musée archéologique de Sbeïtla (arabe : المتحف الأثري بسبيطلة) est un musée tunisien situé dans la ville de Sbeïtla, à proximité du centre et face à l'entrée de son site archéologique.

## Collections
Le musée s'avère de modestes dimensions et présente peu d'attraits à l'exception de quelques mosaïques, et composé de quatre salles exposant des objets archéologiques témoins des différents aspects de la vie quotidienne de la Préhistoire à l'époque musulmane. La première salle est réservée à des cartes, plans et témoignages archéologiques qui remonte à l'époque capsienne. La deuxième est réservée à des statues, statuettes et bustes en marbre découverts à Sbeïtla, Kasserine et d'autres sites de la région. La troisième abrite deux panneaux de mosaïques qui décoraient des maisons privées et d'autres objets qui reflètent la vie économique dans la région pendant l'Antiquité. La dernière est réservée à des objets et documents qui datent de l'époque chrétienne. Le musée près de la billetterie contient de précieuses pièces de l'antique Sbeïtla telles qu'une mosaïque et une statue en marbre de Bacchus.

## Fermeture
Le musée est fermé à partir de janvier 2011, ce qui initie des revendications de créateurs et intellectuels de la ville le 19 avril 2015. La ministre de la Culture et de la Sauvegarde du patrimoine Latifa Lakhdar promet alors sa réouverture et s'engage à allouer les financements nécessaires à la sauvegarde et à la restauration de cet édifice.